# فصل شکار (فیلم ۲۰۰۶)
فصل شکار (به انگلیسی: Open Season) نام انیمیشنی از سونی پیکچرز انیمیشن است که در سال ۲۰۰۶ منتشر شد. پس از موفقیت این قسمت، قسمت‌های دوم و سوم و چهارم نیز منتشر شد.

## داستان
داستان درباره یک خرس قهوه‌ای به نام بوگ است که اهلی شده و برای یک محیط بان کار می‌کند او با یک گوزن به نام الیوت آشنا شده و همین گوزن زندگی متمدن او را به هم می‌ریزد طوری که محیط بان مجبور می‌شود هر دوی آنها را به جنگل بازگرداند و آنها در تلاشی کورکورانه هستند تا از این جنگل فرار کرده و به شهر بازگدند در این میان یک شکارچی به دنبال آنهاست اما آنها با نقشه و با کمک یکدیگر تمام شکارچیان فراری می‌دهند اما به جنگل عادت کرده و دیگر به شهر باز نمی‌گردند.

## گویندگان
| کاراکتر | گونه       | بازیگر       | دوبله فارسی    |
| ------- | ---------- | ------------ | -------------- |
| بوگ     | خرس قهوه‌ای | مارتین لارنس | حامد عزیزی     |
| الیوت   | گوزن نر    | اشتون کوچر   | امیر حسین مدرس |
| بت      | انسان      | دبرا مسینگ   | آرزو آفری      |
| شاو     | انسان      | گری سینایس   | مجید حبیبی     |
|         | سمور آبی   |              | وحید رونقی     |

## رسانه خانگی
فصل شکار در قالب دی‌وی‌دی، دیسک بلوری و یوام‌دی ویدئو در آمریکا در ۳۰ ژانویه ۲۰۰۷ منتشر شد. این بسته شامل یک انیمیشن کوتاه به نام  بوگ و الیوت: حمله کلوچه ای شبانه هم بود. همچنین در سال ۲۰۱۰ نسخه ای در قالب بلورِی ۲ بعدی آمد.